# فانداليا، مقاطعة فاييت (إلينوي)
فانداليا، مقاطعة فاييت (بالإنجليزية: Vandalia Township, Fayette County, Illinois)‏ هي منطقة سكنية تقع في الولايات المتحدة في مقاطعة فاييت، إلينوي. يقدر عدد سكانها بـ 6,629 نسمة وترتفع عن سطح البحر 140 متر.